# Харрисон, Кэтрин
Кэтрин Элизабет Фрэнсис Харрисон (англ. Catherine Elizabeth Frances Harrison; род. 9 апреля 1994, Мемфис, Теннесси) — американская теннисистка; победительница одного турнира WTA в парном разряде.

## Общая информация
Родилась 9 апреля 1994 года в Мемфисе, в штате Теннесси, в США.

## Спортивная карьера
В 2014—2024 годах стала победительницей тринадцати турниров ITF в парном разряде.
И в 2019—2024 годах стала победительницей ещё четырёх турниров ITF в одиночном разряде.
В марте 2022 года стала победительницей парного разряда турнира WTA 250 Открытый чемпионат Монтеррея в Монтеррее (Мексика) вместе с соотечественницей Сабриной Сантамарией, где они в финале победили Яну Сизикову и Хань Синьюнь со счётом 1-6, 7-5, [10:6].

## Итоговое место в рейтинге WTA по годам
| Год  | Одиночный рейтинг | Парный рейтинг |
| 2023 | 993               | 278            |
| 2022 | 299               | 83             |
| 2021 | 254               | 115            |
| 2020 | 281               | 204            |
| 2019 | 268               | 272            |
| 2018 | 715               | 672            |
| 2017 | 934               | 498            |
| 2016 | 1 004             | 426            |
| 2015 | —                 | —              |
| 2014 | —                 | 789            |
| 2013 | 866               | 1 016          |
| 2012 | —                 | —              |
| 2011 | 1 201             | —              |
| 2010 | 938               | —              |